# Samsung Galaxy S4
Samsung Galaxy S4 é um smartphone da fabricante sul-coreana Samsung que roda o sistema operacional Android. Ele foi anunciado dia 14 de março de 2013, em Nova York. 
Com tela Full HD 1080x1920p de 441 ppi (pixels por polegada) de 5 polegadas Super AMOLED, nas especificações estão presentes um processador quad-core de 1.9 GHz na versão 4G e um octa-core de 1.6 GHz na versão 3G. 
Nas conexões estão também Wi-Fi, Bluetooth, GPS, micro USB 2.0 e uma bateria removível. A câmera traseira possui uma lente de 13 megapixels e a frontal de 2 megapixels. O aparelho pesa apenas 130 gramas e possui 7,9 milímetros de espessura, o aparelho foi um sucesso de vendas.

## No Brasil
Quatro versões do Galaxy S4 são vendidas no Brasil. Estas incluem as cores branco e preto, com 3G e 4G.

## Câmera
Talvez a câmera seja a maior vantagem que o Galaxy S4 tem sobre seus concorrentes. Algumas funções são dispensáveis, mas a Samsung esforçou-se para a tornar uma boa câmera. 
São ao todo 12 modos de foto: 
Automático, Embelezar rosto, Melhor foto, Melhor face, Foto com som, Ação, Foto animada, Brilhante, Apagador, Panorama, Esportes e Noturno.
Tudo isso em 13 megapixels de resolução na câmera traseira e 2 megapixels na câmera frontal. Ambas gravam vídeos em Full HD (1080p - 1920x1080) e tiram fotos com resoluções de até 4128 x 3096 (4:3).

## Funções
Sempre apostando em novas tecnologias, no smartphone top de linha da Samsung não poderia faltar funções para facilitar a vida do consumidor. Entre elas:

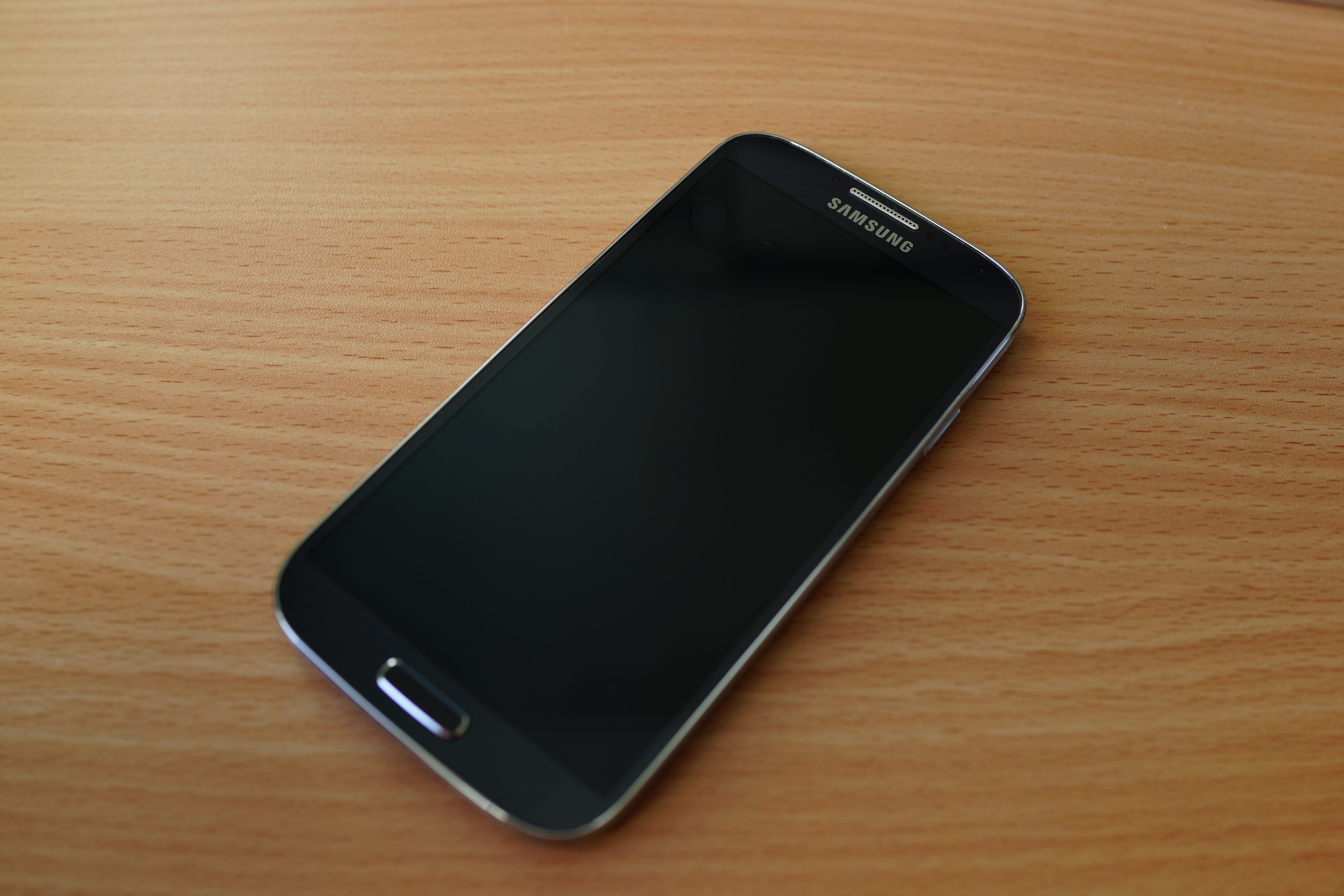
Samsung Galaxy S4 preto

- S Health, que cuida da sua saúde, monitorando refeições e exercícios;
- Group Play é o aplicativo que utiliza o NFC para parear o dispositivo com outros smartphones da Samsung, transferindo músicas, fotos e vídeos para todos os membros do grupo via streaming;
- Leitor Óptico utiliza a câmera para traduzir textos que estejam em uma língua desconhecida para a sua apenas lendo a palavra;
- S Memo é o mesmo aplicativo disponível no Galaxy Note para notas rápidas em textos ou em desenhos;
- S Planner funciona como um Google Calendar que mescla as suas redes sociais, de forma que você consiga ver datas importantes de eventos sem muita dificuldade;
- S Translator funciona exatamente como o Google Tradutor, nele você pode digitar ou dizer uma palavra em uma língua que ele traduz para outra;
- S Voice é um assistente pessoal, para ativá-lo você deve apertar o botão na tela ou dizer "Olá, Galaxy";
- WatchON é um controle remoto universal que utiliza o Infra-Vermelho do aparelho para controlar TVs, DVDs e etc;
- Air Gesture é o sensor de gestos que permite o usuário controlar algumas coisas sem sequer tocar na tela;
- Scroll, Stay e Pause calculam o movimento da sua cabeça e dos seus olhos para subir e descer páginas da internet, fazer a tela permanecer ligada enquanto você olha para ela ou pausar um vídeo enquanto você não está olhando;
- Multitarefa permite utilizar dois aplicativos ao mesmo tempo, por exemplo, assistir um vídeo no YouTube e navegar na internet

## Especificações gerais
| Modelo                             | GT-I9500 | GT-I9505 | SHV-E300S/K |
| ---------------------------------- | --- | --- | --- |
| Países/Continentes                 | África, América, Asia e Oceania | África, América, Asia, Europa, Oceania, EUA, e Hong Kong | Coreia do Sul |
| Âmbito                             | Internacional (3G) | Internacional ( 4G LTE) | KT, SK Telecom |
| Campanha                           | Life companion (Companhia de vida) Hangul: 삶의 동반자 | Life companion (Companhia de vida) Hangul: 삶의 동반자 | Life companion (Companhia de vida) Hangul: 삶의 동반자 |
| 2G                                 | 850, 900, 1800, 1900 MHz GSM / GPRS / EDGE | 850, 900, 1800, 1900 MHz GSM / GPRS / EDGE | 850, 900, 1800, 1900 MHz GSM / GPRS / EDGE |
| 3G                                 | 850, 900, 1900, 2100 MHz UMTS / HSPA+ | 850, 900, 1900, 2100 MHz UMTS / HSPA+ | 850, 900, 1900, 2100 MHz UMTS / HSPA+ |
| 4G LTE                             | Não | Sim | Sim |
| Velocidade de transmissão de dados | 42 Mbit/s DC-HSPA+ | 100 Mbit/s LTE | 100 Mbit/s LTE |
| Dimensões                          | 136.6 x 69.8 x 7.9 mm | 136.6 x 69.8 x 7.9 mm | 136.6 x 69.8 x 7.9 mm |
| Peso                               | 130 g | 130 g | 130 g |
| Sistema operacional                | Android 4.4.2 (Kit Kat), atualizável para 5.0.1 (Lollipop) com TouchWiz "Nature UX" Interface gráfica de usuário | Android 4.4.2 (Kit Kat), atualizável para 5.0.1 (Lollipop) com TouchWiz "Nature UX" Interface gráfica de usuário | Android 4.4.2 (Kit Kat), atualizável para 5.0.1 (Lollipop) com TouchWiz "Nature UX" Interface gráfica de usuário |
| SoC                                | Samsung Exynos 5 Octa | Qualcomm Snapdragon 600 APQ8064T | Samsung Exynos 5 Octa |
| Processador                        | 1.6 GHz quad-core ARM Cortex-A15 1.2 GHz quad-core ARM Cortex-A7 (8 núcleos) | 1.9 GHz Qualcomm Snapdragon 600 Krait 300 Quad-Core | 1.8 GHz quad-core ARM Cortex-A15 (8 núcleos) 1.2 GHz quad-core ARM Cortex-A7 |
| GPU                                | IT SGX544MP3 | Qualcomm Adreno 320 | Qualcomm Adreno 330 |
| RAM                                | 2 GB | 2 GB | 2 GB |
| Memoria de armazenamento           | 16, 32 ou 64 GB | 16, 32 ou 64 GB | 16, 32 ou 64 GB |
| Memoria de armazenamento externo   | Até 64 GB com cartão microSD | Até 64 GB com cartão microSD | Até 64 GB com cartão microSD |
| Apresentação                       | 14 de março de 2013 | 14 de março de 2013 | 14 de março de 2013 |
| Lançamento                         | 26 de abril de 2013 | 26 de abril de 2013 | 26 de abril de 2013 |
| Câmera                             | Dianteira de 2 mpx (gravação Full HD com captura instantânea), traseira de 13 Mpx (flash e captura instantânea), Captura simultânea. | Dianteira de 2 mpx (gravação Full HD com captura instantânea), traseira de 13 Mpx (flash e captura instantânea), Captura simultânea. | Dianteira de 2 mpx (gravação Full HD com captura instantânea), traseira de 13 Mpx (flash e captura instantânea), Captura simultânea. |
| Vídeo                              | Full HD. Codec: MPEG4, H.264, H.263, DivX, DivX3.11, VC-1, VP8, WMV7/8, Sorenson Spark, HEVC. | Full HD. Codec: MPEG4, H.264, H.263, DivX, DivX3.11, VC-1, VP8, WMV7/8, Sorenson Spark, HEVC. | Full HD. Codec: MPEG4, H.264, H.263, DivX, DivX3.11, VC-1, VP8, WMV7/8, Sorenson Spark, HEVC. |
| Audio                              | Codec: MP3, AMR-NB/WB, AAC/AAC+/eAAC+, WMA, OGG, FLAC, AC-3, apt-X | Codec: MP3, AMR-NB/WB, AAC/AAC+/eAAC+, WMA, OGG, FLAC, AC-3, apt-X | Codec: MP3, AMR-NB/WB, AAC/AAC+/eAAC+, WMA, OGG, FLAC, AC-3, apt-X |
| Conectividade                      | Wi-Fi a/b/g/n/ac (HT80), GPS/GLONASS, NFC,Bluetooth 4.0 (BLE), Allshare, IR LED (Remote control), MHL 2.0 | Wi-Fi a/b/g/n/ac (HT80), GPS/GLONASS, NFC,Bluetooth 4.0 (BLE), Allshare, IR LED (Remote control), MHL 2.0 | Wi-Fi a/b/g/n/ac (HT80), GPS/GLONASS, NFC,Bluetooth 4.0 (BLE), Allshare, IR LED (Remote control), MHL 2.0 |
| Sensores                           | Acelerômetro, luz RGB, Bussola digital, Proximidade, Giroscópio, Barômetro, Gestos, Temperatura e Humidade. | Acelerômetro, luz RGB, Bussola digital, Proximidade, Giroscópio, Barômetro, Gestos, Temperatura e Humidade. | Acelerômetro, luz RGB, Bussola digital, Proximidade, Giroscópio, Barômetro, Gestos, Temperatura e Humidade. |
| Cores                              | Preto e Branco Gelo | Preto e Branco Gelo | Preto e Branco Gelo |
| Funções adicionais                 | Álbum, S Translator, Leitor óptico, Samsung Smart Scroll, Samsung Smart Pause, Air Gesture, Air View, Samsung Hub, ChatON (Voz/Vídeo-Chamadas), Samsung WatchON, S Travel (Trip Advisor), S Voice™ Drive, S Health, Samsung Adapt Display, Samsung Som adaptável, Auto ajuste com touch sensitivity, Safety Assistance, Samsung Link, Screen Mirroring, Samsung KNOX | Álbum, S Translator, Leitor óptico, Samsung Smart Scroll, Samsung Smart Pause, Air Gesture, Air View, Samsung Hub, ChatON (Voz/Vídeo-Chamadas), Samsung WatchON, S Travel (Trip Advisor), S Voice™ Drive, S Health, Samsung Adapt Display, Samsung Som adaptável, Auto ajuste com touch sensitivity, Safety Assistance, Samsung Link, Screen Mirroring, Samsung KNOX | Álbum, S Translator, Leitor óptico, Samsung Smart Scroll, Samsung Smart Pause, Air Gesture, Air View, Samsung Hub, ChatON (Voz/Vídeo-Chamadas), Samsung WatchON, S Travel (Trip Advisor), S Voice™ Drive, S Health, Samsung Adapt Display, Samsung Som adaptável, Auto ajuste com touch sensitivity, Safety Assistance, Samsung Link, Screen Mirroring, Samsung KNOX |